# Jeff Schroeder
Jeffrey Kim Schroeder (Los Angeles, 4 febbraio 1974) è un musicista rock statunitense.
Di padre di discendenza tedesca e di madre sudcoreana, dal 2007 è divenuto il chitarrista degli Smashing Pumpkins prendendo il posto di James Iha.
Precedentemente è stato tra i fondatori del gruppo shoegaze The Lassie Foundation, in cui ha militato dal 1996 al 2006.

## Discografia

### with The Smashing Pumpkins
- Teargarden by Kaleidyscope (2009–2014)
- Oceania (2012)
- Monuments to an Elegy (2014)
- Shiny and Oh So Bright, Vol. 1 / LP: No Past. No Future. No Sun. (2018)
- Cyr (2020)
- Atum: A Rock Opera in Three Acts (2023)

### Solo
- Metanoia (2024)